# Леринско турско училище
Леринското турско училище или Леринският мъжки интернат (на гръцки: Εθνικό Οικοτροφείο Αρρένων) е обществена сграда, една от архитектурните забележителности на западномакедонския град Лерин, Гърция.

## Местоположение
Разположена е на главната улица на града „Мегас Александрос“ № 86, срещу Кметството.

## История
Построена е в 1905 година при османския каймакамин Тахсин Узер за турското училище в града. От 9 март 1923 година, вече в Гърция, в сградата се помещава Леринският национален мъжки интернат. Сградата е разширена в 1927 година.
В 1941 година сградата на Леринския интернат е реквизирана от германските окупационни войски и там се помещава военна болница. След Гражданската война, през 50-те години на XX век, в западната част на двора е построена друга сграда, в която са разположени читалнята, библиотеката и помощните помещения. В 1973 година интернатът е преименуван на Детски център за момчета „Флорина“. През февруари 2003 година Мъжкият интернат и Домът за деца за момичета „Света Олга“ се обединяват в смесена институция, която носи името Център за закрила на детето. По-късно институцията е преименувана на Център за социално подпомагане на област Западна Македония.

## Описание
Представлява продълговата двуетажна правоъгълна сграда с керемиден покрив. Във фасадната зона са организирани шест магазина на партера и три класни стаи на първия етаж, докато в задната зона към двора са развити шест класни стаи, по три на всяко ниво. Псевдоколони, с отвори в пространствата, описващи линейни рамки, малък корниз и хоризонтални рамки, разделящи етажите, са елементи, които определят еклектичния образ на учебната сграда. По-късно магазинните отвори на първия етаж са заместени с прозорци.